# 陳永華 (作曲家)
陳永華，JP（1954年2月2日—），香港作曲家、音樂家，曾任明德學院副校長（學術）及管理學院總監、香港中文大學文學院副院長、音樂系系主任及講座教授、香港大學專業進修學院人文及法律學院總監暨創意及表演藝術中心總監。1992年獲香港十大傑出青年。現任香港中文大學（深圳）音樂學院副院長（教育）、香港作曲家及作詞家協會主席。

## 生平
陳永華出身於草根階層，父親是雪糕公司推銷員，母親是家庭主婦，他是家中長子，中學時期要替學生補習，暑假去工廠做包裝工作來幫補家計，他亦曾在廟街的餐廳做侍應。陳永華15歲才開始學彈鋼琴，因家窮買不起鋼琴，他在教會跟隨一名丁姓老師學彈琴，用了兩年時間取得六級資格。
陳永華1972年至1974年入讀羅富國教育學院（今香港教育大學，教育學院前身）。1974年至1975年，於柏立基教育學院(今香港教育大學，教育學院前身)進修。1979年，畢業於香港中文大學音樂系獲文學士銜，並考獲倫敦聖三一音樂院作曲院士文憑。1980年至1985年連續五年獲英聯邦獎學金赴加拿大多倫多大學深造，獲音樂碩士及博士銜；並獲德國學術交流部獎學金參加1986年達木斯達現代音樂夏令班。1986年至2006年間任教於香港中文大學音樂系，為音樂（講座）教授，並出任該系系主任超過十年。1992年出任其音樂系系主任及2001年為香港首位華人音樂系(講座)教授。2007年，出任香港大學專業進修學院高級學術顧問及其創意及表演藝術中心總監。2009年擔任香港大學專業進修學院人文及法律學院副總監，2017起出任明德學院副校長(學術)及管理學院總監。
2020年5月尾，他曾參與支持《香港國家安全法》的聯署（不過，文藝界有關聯署其後被揭發造假，張寶華、蔣志光、大S、李巧靈矢口否認參與有關造假聯署，陳汝騫於2019年離世）。

## 作品
陳永華是一名多產的作曲家，除了管弦樂、室樂及合唱曲創作，當中亦有詩歌、兒歌、話劇及電影音樂；他的八首交響曲，其中七首由雨果製作有限公司出版；由香港小交響樂團，香港中樂團及俄羅斯的兩隊交響樂團灌錄唱片。
陳氏為香港管弦樂團首位駐團作曲家，曾指揮該團首演他的第五交響曲《三國誌》、第六交響曲《九州同》及其它管弦樂。他亦曾指揮香港中樂團於2004年首演其第七交響曲《長城》，及於2007年首演他為管風琴、合唱及香港中樂團創作的第八交響曲《蒼茫大地》。演出陳作品的樂團有美國克諾斯四重奏、瑞典鼓猛打敲擊樂團、倫敦火焰樂團、俄羅斯聖彼得堡交響樂團以及阿根廷、澳大利亞、加拿大、中國大陸、德國、匈牙利、義大利、日本、韓國、波蘭、羅馬尼亞、新加坡、斯洛文尼亞、西班牙、瑞士、台灣、英國及美國等地的樂團。
2008年3月在瑞士溫特圖爾及伯恩的「Klang-Klee音樂節」中首演的作品《東方花園》。陳氏被列入「葛洛夫音樂百科全書」線上版。其他委約創作包括2006年在德國斯圖加特「國際現代音樂協會世界音樂節」首演的弦樂曲《敦煌飛仙》及在斯洛文尼亞「盧布爾雅那夏日音樂節」首演的《七重奏》。同年，他的其它作品在意大利特利斯特音樂節、波蘭唐斯曼(Loda)「亞歷山大唐斯曼音樂節」、西班牙馬德里的LIM 2Mil及畢爾巴古根海姆博物館的BBK藝術節演出。此外，中國廣播民族樂團在北京演出了他的第七交響曲《長城》及《昇平樂》，而中央芭蕾舞團交響樂團則演出了《晨曦》等等。

### 節選
交響曲
- 第一交響曲（1979年）：作曲家於香港中文大學修讀學士時所提交的畢業作品。
- 第二交響曲（1981年）：雙琵琶與樂隊，作曲家於多倫多大學的碩士畢業作品。
- 第三交響曲（1985年）：雙樂隊編制，作曲家於多倫多大學的博士畢業作品。
- 第四交響曲 《謝恩讚主頌》（1992年）：香港聖樂團及香港小交響樂團委約作品，為女高音、男高音、合唱團、管風琴及樂隊所寫，採用四世紀基督教的拉丁文讚美詩《讚美頌》的內容寫成。
- 第五交響曲 《三國誌》（1995年）：香港管弦樂團委約創作，雙樂隊編制。
- 第六交響曲 《九州同頌》（1996年）：香港管弦樂團委約創作，慶祝香港回歸作品。
- 第七交響曲 《長城》（2005年）：為中樂團而創作的交響樂團，也是陳永華首套為中樂團所寫的中樂團交響曲，香港中樂團委約作品。
- 第八交響曲 《蒼茫大地》（2006年）：為管風琴、合唱團及中樂團而創作，吳瑞卿作詞。2007年獲得CASH金帆音樂獎「最佳正統音樂作品」大獎。
- 第九交響曲 《仁愛大同》（2019年）：為男高音、四件中樂樂器（笛子、琵琶、笙、古箏）、合唱團及樂隊而創作，加拿大多倫多志同道合交響樂團（Kindred Spirits Orchestra，KSO）委約創作[2]，也是為中華人民共和國建國70周年而寫成。陳鈞潤作詞。
- 第十交響曲 《春秋》（2022年）：為中樂團而創作的交響樂團，香港中樂團委約作品。

其他作品
- 《秋》（1980年）7'
- 《清商變》（1982年） 10'
- 《慶典》（1984年）8'
- 《時計》（1987年）10'
- 《展示》序曲（1987年）
- 《延續》（1989年）12'
- 《飛渡》（1988年）10'
- 《節日序曲》（1989年） 11'
- 《晨曦》（1990年） 15'
- 《謝恩讚美頌》（1992年）
- 《昇平樂》 （1993年） 16'
- 《昇》（1994年）
- 《衝擊》（1995年） 7'
- 《主是我牧者》（2002年） 4'24"
- 《無言的愛》（2003年） 6'43"
- 《夏日》（2000年） 6'
- 《遠山》（2000年） 10'
- 《朗月耀九州》（2002年） 6'53"
- 《八駿》（2007年）

## 奖项和荣誉
陳氏曾獲1981年美國「國際雙簧協會作曲比賽首獎」、1988年日本「入野義朗紀念獎」、香港藝術家聯盟頒贈「1991作曲家年獎」、1992年度香港十大傑出青年、香港作曲家及作詞家協會「1997 本地正統音樂最廣泛演出獎」及「2004及2007最佳正統音樂作品金帆音樂獎」。
陳氏於2000年獲香港特區政府委任為太平紳士。現任香港作曲家及作詞家協會主席、康樂及文化事務署表演藝術顧問、香港中樂團理事、香港兒童合唱團名譽音樂總監、香港舞蹈團藝術顧問、香港聖樂團音樂總監兼指揮、香港管弦樂團榮譽顧問、中國廣播民族樂團榮譽顧問等等。曾擔任公職包括區域市政局議員、香港藝術發展局委員、香港管弦樂團理事、賽馬會音樂基金主席、香港作曲家聯會理事、新加坡華樂團藝術諮詢團成員等。

## 争议

### 陷房津案
2006年，陳永華被翻16年前舊賬，被指他在任職中文大學講師期間，於1990年使用一份自行租屋津貼申請書，聲稱準備租用的住所並非由他、或他配偶的親屬所擁有，涉嫌於8年間詐騙190萬元租屋津貼，違反《防止賄賂條例》。法官指同類案件一般要判即時監禁，但案件主事人是被告的前妻，而廉署在檢控之前，被告早於上99年前已連本帶利還清所有款項予中文大學，警方亦一度停止調查。此案之發生有指是中文大學內部政治不協調所致。

## 外部連結
- 十大傑青 （页面存档备份，存于）
- 香港中樂團:陳永華 & HKCO
- 雅樂社
- 香港作曲家聯會:陳永華個人簡介 （页面存档备份，存于）